# Leave the Door Open
«Leave the Door Open» — en español Deja la puerta abierta — es el primer sencillo del superdúo estadounidense Silk Sonic, formado por  los estadounidenses Bruno Mars y Anderson Paak. Fue lanzado el 14 de diciembre de 2020 por Aftermath Entertainment y Atlantic Records como el sencillo principal del próximo álbum de estudio debut de Silk Sonic, An Evening with Silk Sonic. Fue escrita por Mars, Brandon Anderson , Dernst Emile II y Christopher Brody Brown, mientras que la producción estuvo a cargo de Mars y D'Mile. Es una canción de R&B y soul ,e inspirado por los grupos de "alma de Filadelfia de los setenta". Sus letras son románticas y describen una "invitación erótica detallada".
"Leave the Door Open" recibió elogios de la crítica, y algunos elogiaron la voz de ambos cantantes, así como la composición de la canción. La canción fue un éxito comercial, alcanzando el número uno en varias listas, incluidas las Billboard Hot 100, Malasia y Nueva Zelanda. También ha entrado en la lista de las diez más populares de varios países, como Australia, Bélgica, Canadá y Portugal.
El video musical fue dirigido por Florent Dechard y Mars, fue lanzado junto con la canción. Representa a Mars y Paak, como Silk Sonic, interpretando la canción en un estudio antiguo mientras varias mujeres la bailan. Para promover "Leave the Door Open", Mars y Paak la interpretaron en la 63.ª Entrega Anual de los Grammys, que recibió elogios por su simplicidad y fue comparada con una transmisión de Soul Train de los 70. También se creó un emote para el videojuego en línea Fortnite, que presenta movimientos de baile de Mars interpretados a lo largo del coro de la canción.

## Antecedentes
Bruno Mars y Anderson Paak se conocieron en 2017 mientras estaban de gira juntos en la etapa europea del 24K Magic World Tour de Mars (2017-18). Durante este tiempo, los dos fueron vistos en el estudio trabajando con Nile Rodgers y Guy Lawrence de Disclosure. En una entrevista con el DJ de radio de Nueva Zelanda Zane Lowe para el podcast Beats 1 de Apple Music, Paak dijo que la canción requería mucha "paciencia y delicadeza" para crearla. Añadió: "Se incluyó mucha carne en esta canción". Mars lamentó la falta de presentaciones en vivo debido a la pandemia de COVID-19, y agregó: "Mientras escribo canciones, eso es parte de todo lo que hago. Dice: 'No puedo esperar a que la gente escuche esto'. Añadió: 'No puedo esperar para tocar esto para la gente. No puedo esperar para estar con mi banda'". A fines de 2019, Bruno Mars y Paak anunciaron en las redes sociales la formación de su nueva banda. Silk Sonic y revelaron el arte de su álbum de estudio debut, titulado An Evening with Silk Sonic. También anunciaron el lanzamiento del primer sencillo el 14 de diciembre de 2020.
El 14 de diciembre de 2020, Aftermath Entertainment y Atlantic Records lanzaron "Leave the Door Open" como el primer sencillo a través de servicios de descarga digital y transmisión en varios países. En la misma fecha, "Silk Sonic Intro" también se publicó con el invitado especial del álbum Bootsy Collins. "Leave the Door Open" fue lanzado a la radio de éxito contemporáneo de Estados Unidos el 20 de diciembre de 2020 de 2021 por Atlantic Records. Las estaciones de radio contemporáneas de American Adult comenzaron a agregar la pista a sus listas de reproducción el 17 de diciembre de 2020, a través del sello mencionado anteriormente. Posteriormente,Warner Music Group también lanzó la pista que se agregará a la exitosa radio italiana contemporánea el 21 de diciembre de 2020. El 1 de abril de 2021, se lanzó una grabación en vivo del sencillo para su descarga digital y transmisión, utilizando audio de su actuación en la 63.ª Entrega Anual de los Grammys con narración adicional de Collins. En la misma fecha, se lanzaron en varios países dos CD singles, uno con la versión original y otro con la versión en vivo de "Leave the Door Open".

## Producción
La canción  fue escrito por Mars, Anderson, Dernst Emile II y Christopher Brody Brown. La producción estuvo a cargo de D 'Mile y Mars. Este último también tocaba la guitarra y las congas, mientras que el primero tocaba el piano. Paak tocaba la batería y Christopher Brody Brown tocaba el bajo. Larry Gold hizo los arreglos y dirección de las cuerdas, Mike Feingold tocó la guitarra principal, Glenn Fischbach tocó el violonchelo, Jonathan Kim y Yoshihiko Nakano fueron los responsables de la viola, Blake Espy, Emma Kummrow y Gared Crawford tocaron el violín con Natasha Colkett, Tess Varley y Luigi Mazzocchi. Charles Moniz , con el asistente de ingeniería Alex Resoagli, diseñaron la canción. Serban Ghenea mezcló, con John Hanes como ingeniero de mezcla.

## Composición
"Leave the Door Open" es una canción de R&B y soul, influenciada por la tormenta tranquila. Se ha descrito como un "atasco lento y suave". Gil Kaufman de Billboard lo describió como un "jam de R&B que hace chasquear los dedos y escurridizo". Su instrumentación incluye un "glissando de guitarra descendente", un glockenspiel, "cuerdas que se desmayan", "coros melosos", "piano suave y voces suaves". La canción también presenta cambios clave y un contraste entre "solista granulado y coros perfeccionistas". "Leave the Door Open" comienza con la voz "ronca" de Paak "preparando la escena": "Deberíamos estar bailando, romancintismo / En el ala este y el ala oeste de esta mansión". En el coro, Mars espera que la mujer sienta lo mismo que él." Su letra se describe como una "invitación erótica detallada" con un "juego de palabras descarado pero ingenioso". Mars y Paak cantan a un ser querido "para pasar una noche romántica con vino, baños de pétalos de rosa y más".
Charlie Harding de Vulture dijo que "Leave the Door Open" muestra el "alma de Filadelfia de los setenta" y, a pesar de ser "musicalmente serio", es "alegre, líricamente". Harding comentó que a pesar de sentirse nostálgico, "suena contemporáneo" debido al flujo vocal de Paak. La cantautora estadounidense Tayla Parx , que ha trabajado anteriormente con Paak, dijo que su sonido moderno proviene de las letras "conversacionales" y de la "personalidad" y la tontería de Paaks. Harding comentó que su enfoque moderno se puede escuchar al final del primer verso de Paak, a lo que Parx respondió "Puedes escuchar [las primeras influencias] en su voz, pero esas cadencias son todavía muy contemporáneas". Harding notó cómo Paak hacía suyas las influencias que se escuchaban en la pista.
Harding comentó que Silk Sonic lleva al oyente a un viaje musical mientras esperan a su amante. Comienza con una "progresión de acordes que no se resuelve, que nunca llega a la tecla de inicio, pero usa acordes deliciosos" y deja al oyente esperando. Paak está bebiendo vino y pasando tiempo en su mansión, mientras espera su pasión. Sin embargo, Mars no permite el avance de Paak mientras cambia los acordes, usando una nueva tonalidad. La energía y la tensión alcanzan nuevas alturas cuando Mars "establece esta gran cadencia", y mientras el oyente espera alcanzar una "resolución", entra en la "progresión de acordes no resolutivos" en el coro. Sin embargo, cuando este último se acerca a su final, se toca un acorde de Do mayor, Silk Sonic canta "dime que estás llegando" y entra en su mood"

## Recepción de la crítica
"Leave the Door Open" recibió elogios de la crítica de música. Jenessa Williams de The Guardian encontró que su estilo era "impecable", estando "en el lado correcto del pastiche". El crítico del New York Times, Jon Pareles, elogió la instrumentación de la canción, los cambios de clave "llamativos", la letra y el contraste entre el respaldo y la voz principal, concluyendo "todas las cosas buenas para revivir". Jason Lipshutz de Billboard dijo que es conocido como el sencillo 'un canto a la añoranza con estilo que se inclina para el encanto retroceso'."

## Pista
| Descarga digital y CD |                       |          |  |
| N.º                   | Título                | Duración |  |
| 1.                    | «Leave the Door Open» | 4:02     |  |

| Digital download and CD single – live version |                                   |          |  |
| N.º                                           | Título                            | Duración |  |
| 1.                                            | «Leave the Door Open» ((en vivo)) | 4:20     |  |

## Créditos
Créditos adaptados de las notas del forro Leave the Door Open.
- Bruno Mars - voz, composición, productor, guitarra, congas
- Anderson .Paak - voz, composición, batería
- D'Mile  - compositor, productor, piano
- Christopher Brody Brown  - composición, bajo
- Larry Gold - conducción de cuerdas, arreglo
- Mike Feingold - guitarra solista
- Glenn Fischbach - violonchelo
- Jonathan Kim - viola
- Yoshihiko Nakano - viola
- Blake Espy - violín
- Emma Kummrow - violín
- Gared Crawford - violín
- Natasha Colkett - violín
- Tess Varley - violín
- Luigi Mazzocchi - violín
- Charles Moniz  - ingeniería
- Alex Resoagli - asistente de ingeniería
- Serban Ghenea  - mezcla
- John Hanes: diseñado para mezclar
- Randy Merrill  - masterización

## Posicionamiento en las listas
| Listas (2021)                             | Peak position |
| ----------------------------------------- | ------------- |
| Argentina (Argentina Hot 100)             | 43            |
| Argentina Airplay (Monitor Latino)        | 16            |
| Australia (ARIA)                          | 10            |
| Austria (Ö3 Austria Top 40)               | 54            |
| Bélgica (Flandes) (Ultratop 50)           | 5             |
| Bélgica (Valonia) (Ultratop 50)           | 6             |
| Bolivia (Monitor Latino)                  | 8             |
| Brasil (Pop Internacional)                | 1             |
| Brasil (Top 100 Brasil)                   | 41            |
| Canadá (Canada Hot 100)                   | 9             |
| Canadá AC (Billboard)                     | 22            |
| Canadá CHR/TOP 40 (Billboard)             | 10            |
| Canadá Hot AC (Billboard)                 | 13            |
| Chile (Monitor Latino)                    | 13            |
| Costa Rica (Monitor Latino)               | 4             |
| República Checa (Singles Digitál Top 100) | 47            |
| Dinamarca (Tracklisten)                   | 20            |
| El Salvador (Monitor Latino)              | 11            |
| Francia (SNEP)                            | 26            |
| Alemania (Offizielle Deutsche Charts)     | 72            |
| Global 200 (Billboard)                    | 2             |
| Global 200 Excl. US (Billboard)           | 4             |
| Hungría (Single Top 40)                   | 16            |
| Irlanda (IRMA)                            | 18            |
| Israel (Media Forest)                     | 1             |
| Italia (FIMI)                             | 58            |
| Japón (Japan Hot 100)                     | 41            |
| Lituania (AGATA)                          | 10            |
| Malasia (RIM)                             | 1             |
| México (Billboard Mexico Top 100 Airplay) | 1             |
| México Top 20 General (Monitor Latino)    | 7             |
| Países Bajos (Dutch Top 40)               | 11            |
| Países Bajos (Mega Single Top 100)        | 13            |
| Nueva Zelanda (Recorded Music NZ)         | 1             |
| Noruega (VG-lista)                        | 21            |
| Panamá (Monitor Latino)                   | 8             |
| Paraguay (SGP)                            | 33            |
| Portugal (AFP)                            | 3             |
| Puerto Rico (Monitor Latino)              | 17            |
| Rumania (Airplay 100)                     | 79            |
| Singapur (RIAS)                           | 2             |
| Eslovaquia(Singles Digitál Top 100)       | 27            |
| Corea del Sur (Gaon)                      | 29            |
| España (Top 100 Canciones)                | 79            |
| Suecia (Sverigetopplistan)                | 38            |
| Suiza (Schweizer Hitparade)               | 23            |
| Reino Unido (UK Singles Chart)            | 20            |
| Estados Unidos (Billboard Hot 100)        | 1             |
| Estados Unidos (Adult Contemporary)       | 11            |
| Estados Unidos (Adult Top 40)             | 10            |
| Estados Unidos (Hot R&B/Hip-Hop Songs)    | 1             |
| Estados Unidos (Mainstream Top 40)        | 5             |
| Estados Unidos (Rhythmic)                 | 1             |
| Estados Unidos Rolling Stone Top 100      | 3             |

| Chart (2021)   | Peak position |
| -------------- | ------------- |
| Paraguay (SGP) | 33            |

## Premios y nominaciones
| Año  | Ceremonia de premiación        | Categoría            | Resultado | Ref.   |
| ---- | ------------------------------ | -------------------- | --------- | ------ |
| 2021 | MTV Millennial Awards          | Éxito Global del Año | Nominado  | [ 66 ] |
| 2021 | MTV Millennial Awards (Brasil) | Feat Gringo          | Nominado  | [ 67 ] |
| 2021 | MTV Video Music Awards         | Canción del Año      | Nominado  | [ 68 ] |
| 2021 | MTV Video Music Awards         | Mejor Video R&B      | Nominado  | [ 68 ] |
| 2021 | MTV Video Music Awards         | Mejor Edición        | Ganador   | [ 68 ] |

## Certificaciones
| País          | Organismo certificador | Certificación | Ventas certificadas | Ref.   |
| ------------- | ---------------------- | ------------- | ------------------- | ------ |
| Australia     | ARIA                   | Oro           | 35 000              |        |
| Canadá        | Music Canada           | Platino       | 80.000              | [ 69 ] |
| Dinamarca     | IFPI Dinamarca         | Oro           | 45 000              |        |
| Nueva Zelanda | RMNZ                   | Oro           | 15.00               | [ 70 ] |

## Lanzamiento
| Región         | Fecha               | Formato                     | Versión  | Discográfica        | Ref.   |
| -------------- | ------------------- | --------------------------- | -------- | ------------------- | ------ |
| Varios         | 5 de marzo de 2021  | Descarga digital, streaming | Original | Aftermath, Atlantic | [ 71 ] |
| Estados Unidos | 8 de marzo de 2021  | Adult contemporary radio    | Original | Atlantic            | [ 72 ] |
| Estados Unidos | 9 de marzo de 2021  | Contemporary hit radio      | Original | Atlantic            | [ 73 ] |
| Italia         | 12 de marzo de 2021 | Contemporary hit radio      | Original | Warner              | [ 74 ] |
| Varios         | 2 de abril de 2021  | CD single                   | Original | Aftermath, Atlantic | [ 75 ] |
| Varios         | 2 de abril de 2021  | CD single                   | En Vivo  | Aftermath, Atlantic | [ 76 ] |
| Varios         | 2 de abril de 2021  | Descarga digital, streaming | En Vivo  | Aftermath, Atlantic | [ 77 ] |